# Economía positiva
La economía positiva es la rama de la economía principal que se refiere a la descripción y explicación de los fenómenos económicos. Se centra en los hechos y las relaciones de causa-efecto del comportamiento e incluye el desarrollo y prueba de teorías de la economía. Un término anterior en inglés fue value-free economics (economía carente de valores) y wertfrei en alemán.
La economía positiva como ciencia, se ocupa del análisis del comportamiento económico. En Fundamentos del Análisis Económico de Paul Samuelson (1947) hay un enunciado teórico estándar de la economía positiva como teoremas operacionalmente significativos. La economía positiva, como tal, evita juicios de valor sobre la economía. Por ejemplo, una teoría económica positiva podría describir cómo el crecimiento de la masa monetaria afecta a la inflación, pero no proporciona ninguna instrucción sobre qué política se debe seguir.
Sin embargo, la economía positiva se considera necesaria para evaluar las políticas económicas o sus resultados respecto a su grado de aceptación, lo que estaría dentro de la economía normativa. La economía positiva se define a veces como la economía de lo que es, mientras que la economía normativa trata lo que debería ser. La distinción fue expuesta por John Neville Keynes (1891) y explicada detalladamente por Milton Friedman en un influyente ensayo de 1953.
La economía positiva trata de ofrecer explicaciones objetivas y científicas sobre el funcionamiento de la economía.
La economía positiva por lo general responde a la pregunta "por qué". Para ilustrar, un ejemplo de una declaración económica positiva sería la siguiente:

     El precio de la leche ha aumentado de 3 dólares el galón a 5 dólares por galón en los últimos cinco años.

Esta es una declaración positiva, ya que puede ser probada como verdadera o falsa, comparando con datos del mundo real. En este caso, la declaración se centra en los hechos.

## Economía normativa contra economía positiva
La base metodológica para una distinción positiva / normativa tiene sus raíces en la distinción hecho-valor en filosofía siendo David Hume y George E. Moore. los principales proponentes de tales distinciones. La base lógica de esta relación como una dicotomía ha sido discutida en la literatura filosófica. Esos debates aparecen en discusiones acerca de ciencia positiva y de manera más específica en economía, donde críticos, como Gunnar Myrdal (1954) cuestionan la idea de que la economía pueda ser completamente neutral y libre de intereses.
La economía positiva se limita a la descripción de los fenómenos económicos. El desarrollo de diversas técnicas para analizar mejor o con mayor profundidad estos fenómenos da lugar a lo que se denomina análisis económico. Sólo describen las relaciones económicas. Busca explicaciones objetivas del funcionamiento de los fenómenos económicos, se ocupa "de lo que es o podría ser" analizando hechos y datos, y se enmarca en el campo de la teoría económica.

## Clasificación
La economía positiva puede ser clasificada en dos áreas: La  economía descriptiva y la teoría económica.
La economía descriptiva  se funda  en la observación, recopilación, descripción  y el tratamiento de la información. Es la antesala a la teoría económica.
En la economía teórica  da lugar a la explicación analítica sistemática de los procesos económicos, elaborando ideas, conceptos, categorías, relaciones, leyes, postulados, etc. Con lo que se proponen teorías del funcionamiento y de la realidad económica. En este también así llamado “análisis económico” se han clasificado dos grupos: microeconomía y macroeconomía.
Busca describir un hecho considerando la forma como se presenta